# Амортизація нематеріальних активів
Амортиза́ція нематеріа́льних акти́вів (англ. Amortization) — поступове списання початкової вартості нематеріальних активів, таких як ціна фірми, роялті або патенти. Поступове списання страхових премій та надбавок до номінальної ціни облігацій також може називатись «Амортизацією». «Зношеність обладнання» є, по суті, видом амортизації, що використовується для списання основних коштів.